# هنری فاکس تالبوت
ویلیام هنری فاکس تالبوت (به انگلیسی: William Henry Fox Talbot)‏ (۱۱ فوریه ۱۸۰۰ – ۱۷ سپتامبر ۱۸۷۷) دانشمند، زبان‌شناس شیمیدان و عکاس بریتانیایی بود. او نیز به همراه نیپس و داگر به عنوان پدر عکاسی شناخته می‌شود. شیوه منفی-مثبت در عکاسی از ابتکارات او در عکاسی است. با این شیوه امکان چاپ تعداد نامحدودی تصویر مثبت از روی یک تصویر منفی اصلی میسر شد. وی همچنین در سال ۱۸۴۰ کشف کرد که می‌توان با کمک زمان نوردهی بسیار کوتاه و به وسیله گالو نیترات نقره تصویر مخفی را ظاهر کرد.

## نگارخانه

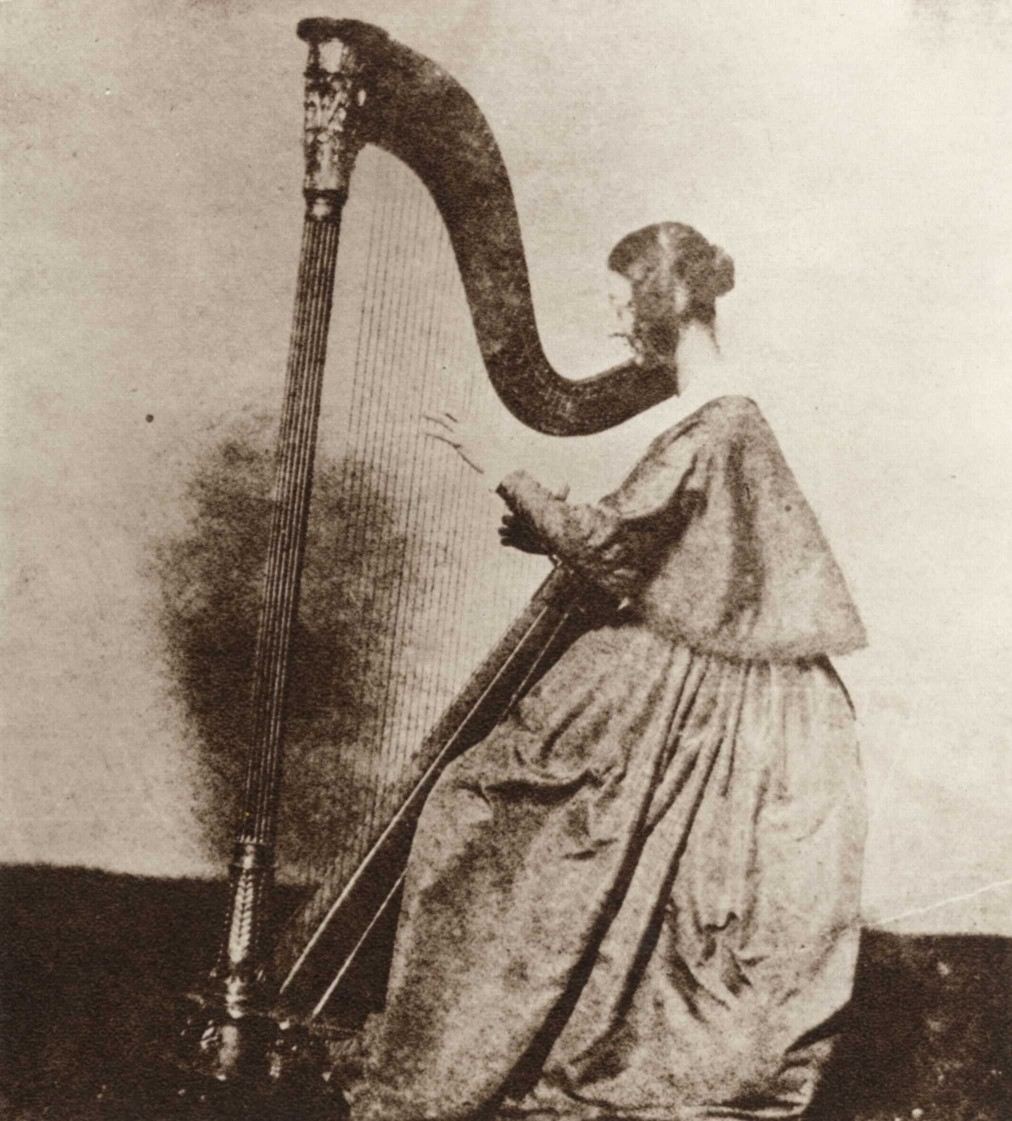
هوراتیا فیلدینگ، خواهر ناتنی تالبوت، نوازنده چنگ، ۱۸۴۲
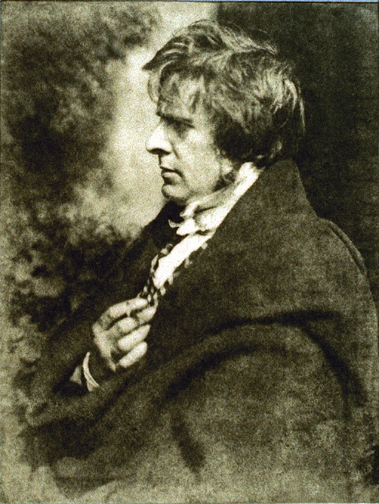
دیوید اکتاویوس هیل، ۱۸۴۵
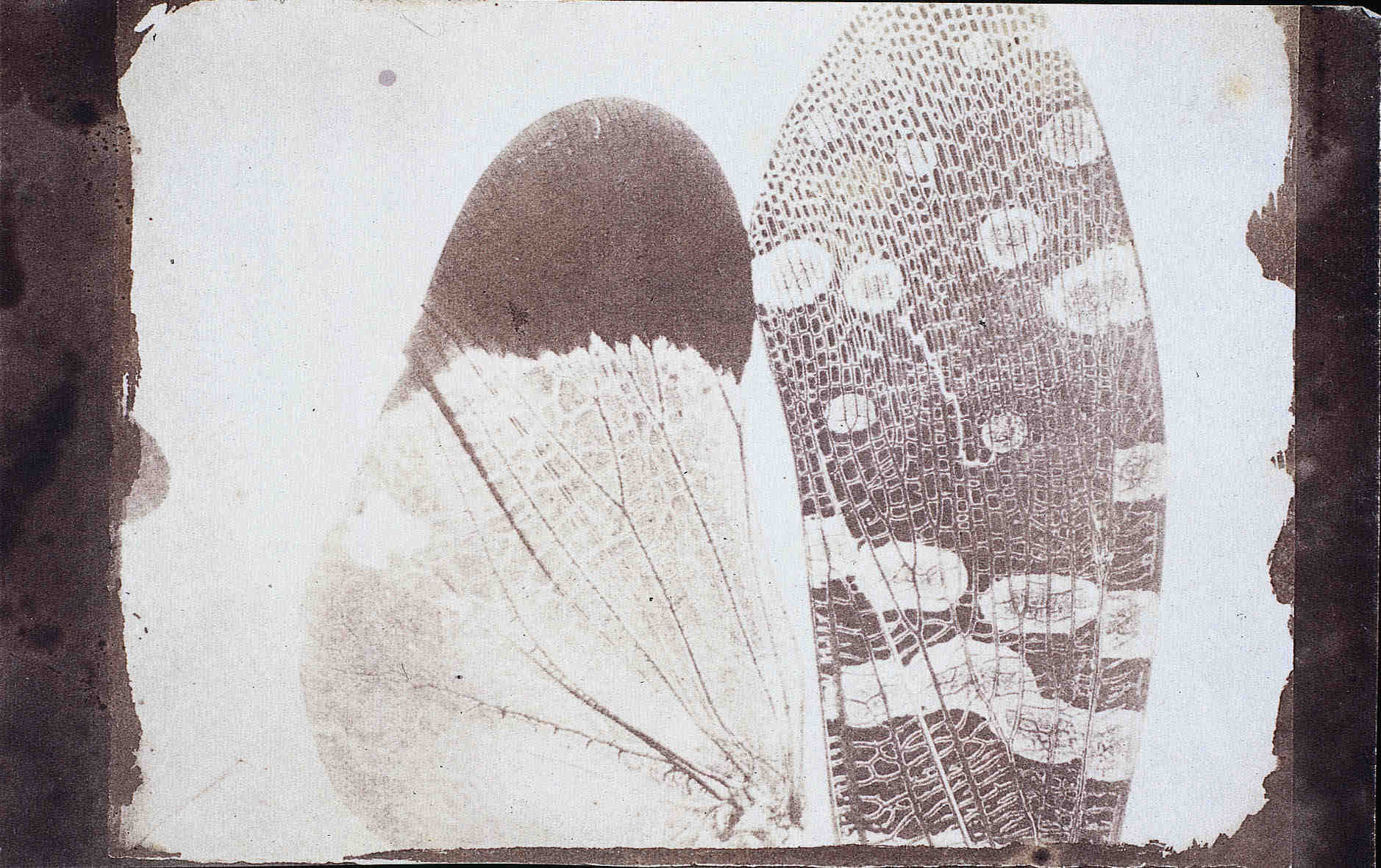
عکاسی ریزنگاری بال‌های حشرات توسط تالبوت با استفاده از میکروسکوپ خورشیدی